# Siriella gracilis
Siriella gracilis är en kräftdjursart som beskrevs av James Dwight Dana 1852. Siriella gracilis ingår i släktet Siriella och familjen Mysidae. Inga underarter finns listade i Catalogue of Life.